# Hubert Karl Josef Leeb
Hubert Karl Josef Leeb (Linz, 20 de março de 1934) é um missionário da Ordem dos Oblatos de São Francisco de Sales.
Conhecido como Padre Humberto Leeb, foi o responsável pela implantação do Centro Social Pastoral Esperança de Deus, localizado no povoado de Porto do Mato.
No Brasil iniciou sua atividade social na favela do Vidigal, no Rio de Janeiro, onde implantou um centro comunitário.
Chegou a Sergipe em 1976 e escolheu o povoado Porto do Mato para dedica-se à população carente do lugar durante de 32 anos. No final de 2008 retornou à sua terra natal, Áustria, recebendo da Assembléia Legislativa do Estado de Sergipe, como reconhecimento ao seu trabalho, a Medalha da Ordem do Mérito Parlamentar.